# إمدادات الطاقة الغذائية

خريطة لتوافر الطاقة الغذائية للشخص الواحد في اليوم الواحد في 2001-2003.

إمدادات الطاقة الغذائية هي الغذاء المتاح للاستهلاك البشري، وعادة ما يتم التعبير عنه بالسعرات الحرارية أو الكيلوجول للشخص الواحد في اليوم. إنه يعطي تقديرًا مبالغًا فيه للمبلغ الإجمالي للأطعمة المستهلكة لأنه يعكس كل من الطعام المستهلك المُهدر. وهو يختلف بشكل ملحوظ بين مختلف مناطق وبلدان العالم. تغيرت أيضًا بشكل ملحوظ خلال القرن ال 21.  وترتبط إمدادات الطاقة الغذائية بمعدل السمنة.

## المناطق
| المنطقة                     | 1964-1966                         | 1974-1976                         | 1984-1986                          | 1997-1999                         |
| --------------------------- | --------------------------------- | --------------------------------- | ---------------------------------- | --------------------------------- |
| عالميًا                      | 2,358 سعرة حرارية (9,870 كيلوجول) | 2,435سعرة حرارية (10,190 كيلوجول) | 2,655 سعرة حرارية (11,110 كيلوجول) | 2,803سعرة حرارية (11,730 كيلوجول) |
| أفريقيا جنوب الصحراء الكبرى | 2,058 سعرة حرارية (8,610 كيلوجول) | 2,079 سعرة حرارية (8,700 كيلوجول) | 22,057 سعرة حرارية (8,610 كيلوجول) | 2,195 سعرة حرارية (9,180 كيلوجول) |

## بلدان
| بلد              | 1979-1981                         | 1989-1991                          | 2001-2003                         |
| ---------------- | --------------------------------- | ---------------------------------- | --------------------------------- |
| كندا             | 2,930سعرة حرارية (12,300 كيلوجول) | 3,030سعرة حرارية (12,700 كيلوجول)  | 3590 سعرة حرارية (15000 كيلوجول)  |
| الصين            | 2,330 سعرة حرارية (9,700 كيلوجول) | 2,680 سعرة حرارية (11200 كيلوجول)  | 2940 كيلوكالوري (12,300 كيلوجول)  |
| سويسرا           | 2400 سعرة حرارية (10,000 كيلوجول) | 2450 سعرة حرارية (10,300 كيلوجول)  | 2,360 سعرة حرارية (9,900 كيلوجول) |
| المملكة المتحدة  | 3,170 سعر حراري (13,300 كيلوجول)  | 3,250 سعرة حرارية (13,600 كيلوجول( | 3440 سعرة حرارية (14400 كيلوجول)  |
| الولايات المتحدة | 3,180 سعر حراري (13,300 كيلوجول)  | 3460 سعرة حرارية (14,500 كيلوجول)  | 3,770سعرة حرارية (15800 kJ)       |